# Ą̈̀
Ą̈̀ ą̈̀ – litera rozszerzonego alfabetu łacińskiego, powstała poprzez połączenie litery A z ogonkiem, dierezą i grawisem. Wykorzystywana jest w zapisie języka hän. Oznacza w nim nazalizowaną samogłoskę półotwartą centralną niezaokrągloną wymawianą z tonem niskim.

## Kodowanie
| Forma     | Wygląd | Części składowe | Części składowe | Części składowe | Kodowanie            |
| --------- | ------ | --------------- | --------------- | --------------- | -------------------- |
| majuskuła | Ą̈̀      | U+0104 Ą        | U+0308 ◌̈        | U+0300 ◌̀        | U+0104 U+0308 U+0300 |
| minuskuła | ą̈̀      | U+0105 ą        | U+0308 ◌̈        | U+0300 ◌̀        | U+0105 U+0308 U+0300 |